# Copa Ouro Feminina de 2006
A Copa Ouro Feminina de 2006 foi a terceira edição da competição, e também funcionou como um torneio de qualificação para a Copa do Mundo de Futebol Feminino de 2007.
O torneio teve lugar nos Estados Unidos da América, entre 19 e 27 de Novembro. 
Os Estados Unidos da América e Canadá tiveram qualificação directa para as semi-finais da prova por terem conquistado os dois primeiros lugares no torneio anterior, enquanto que as restantes quatro vagas foram determinadas através da qualificação regional.
Os Estados Unidos da América venceram a competição, e com o Canadá, o vice-campeão ambos se qualificaram para a Copa do Mundo; enquanto o terceiro lugar o México perdeu para a quarto melhor da AFC Japão a vaga disputada em play-off.

## Selecções qualificadas
Qualificação directa
- Estados Unidos
- Canadá

Qualificação da América do Norte e Central
- México
- Panamá

Qualificação das Caraíbas
- Jamaica
- Trinidad e Tobago

## Fase final

### Primeira ronda
| 19 de Novembro | Jamaica              | 2–0 | Panamá | Tropical Park Stadium, Miami, Florida |
| 17:00          | Sullivan 4' Reid 59' |     |        | Público: 800                          |

| 19 de Novembro | México                                  | 3–0 | Trinidad e Tobago | Tropical Park Stadium, Miami, Florida |
| 19:30          | P. Pérez 20' González 45' Domínguez 67' |     |                   | Público: 3,135                        |

### Semi-finais
| 22 de Novembro | Canadá                                    | 4–0 | Jamaica | The Home Depot Center, Carson (Califórnia) |
| 16:30          | Sinclair 40', 71' Wilkinson 51' Booth 88' |     |         | Público: 6,128                             |

| 22 de Novembro | Estados Unidos   | 2–0 | México | The Home Depot Center, Carson (Califórnia) |
| 19:00          | Wambach 10', 64' |     |        | Público: 6,128                             |

### Terceiro lugar
| 26 de Novembro | Jamaica | 0–3 | México                               | The Home Depot Center, Carson (Califórnia) |
| 15:00          |         |     | Ocampo 19' (g.p.), 37' Domínguez 22' | Público: 6,749                             |

### Final
| 26 de Novembro | Canadá      | 1–2 (a.p.) | Estados Unidos               | The Home Depot Center, Carson (Califórnia) |
| 17:30          | Hermuss 44' |            | Osborne 6' Lilly 120' (g.p.) | Público: 6,749                             |

## Premiações

### Campeã
| Vencedor                 |
| ------------------------ |
| ESTADOS UNIDOS 6º título |

## Selecções apuradas para aCopa do Mundo
- Estados Unidos
- Canadá